# Экман, Карл Густав
Карл Густав Экман (швед. Carl Gustaf Ekman; 6 октября 1872, Мункторп, лен Вестманланд — 15 июня 1945, Стокгольм) — шведский политический, государственный и общественный деятель, журналист. Дважды премьер-министр Швеции (1926—1928 и 1930—1932), министр финансов Швеции (1926), министр обороны Швеции (1930—1931). Член Риксдага (1911—1932). Лидер партии свободных людей Швеции (1924—1932).

## Биография
Родился в семье фермера, бывшего военнослужащего. С 12-летнего возраста начал работать в хозяйстве отца. Увлекался чтением, был вовлечен в движение трезвости, где стал функционером. Затем работал директором Общества инвалидов и похоронного фонда в г. Эскильстуна. Занимался журналистикой. В 1908 году был назначен главным редактором либеральной газеты «Eskiltuna-Kuriren». Зарекомендовал себя как ведущий сторонник полного запрета алкоголя в стране.
В 1920-х годах — лидер Партии свободных людей (Frisinnade folkpartiet), созданной в 1924 году, один из самых влиятельных политиков Швеции. Социал-демократы Швеции считали его «классовым предателем», выходцем из рабочего класса, но ставшего членом несоциалистической партии. Фактически он стоял за падением нескольких правительств социал-демократов: правительства Ялмара Брантинга в 1923 году, правительства Рикарда Сэндлера в 1926 году, а также правительства Арвида Линдмана в 1930 году. В качестве лидера партии работал над усилением влияния партии, сотрудничая как с правыми, так и с левыми политиками.
После падения правительства Рикарда Сэндлера в 1926 году Экман впервые стал премьер-министром. С 7 июня по 30 сентября 1926 года одновременно занимал должность министра финансов Швеции. Возобновил старые дебаты по вопросу местных налогов о пропорциональном налогообложения, действующих до сих пор. Завершил кардинальную реформу школьной системы. На выборах 1928 года победила консервативная Генеральная избирательная лига, и Экман был вынужден отказаться от власти в пользу Арвида Линдмана.
Вернулся на пост премьер-министра в 1930 году, когда он и Пер Альбин Ханссон добились отказа от предложения правительства о повышении тарифов на зерно. Одновременно с 1930 по 1931 год был министром обороны.
Его второй срок пребывания в кресле премьер-министра был осложнён международной обстановкой, началом депрессии, начавшейся после краха на Уолл-стрит в 1929 году, достигшей Швеции и негативно повлиявшей как на промышленность, так и сельское хозяйство Швеции.

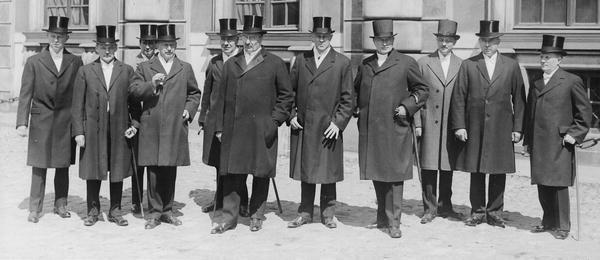
Второй кабинет Карла Густава Экмана

Похоронен на стокгольмском кладбище Норра бегравнингсплатсен.